# Фроловская, Татьяна Леонидовна
Татьяна Леонидовна Фроловская (31 июля 1943, Алма-Ата, Казахская ССР, СССР — 7 ноября 2019, Алматы, Казахстан) — советский, казахстанский поэт, переводчик, литературовед, один из крупнейших исследователей творчества Бориса Пастернака и Льва Гумилева, открыла русскоязычному читателю поэтессу, народного писателя Республики Казахстан Фаризу Унгарсынову, перевела все произведения видного представителя казахской поэзии первой половины XIX века Махамбета, представила литературные версии казахских, а также ирано-турано-славянских мотивов, неизвестных в письменной литературе, была литературным секретарём советского ученого, писателя-натуралиста Максима Зверева, издала более 20 книг, кавалер ордена «Курмет» (2007).

## Биография
Татьяна Фроловская родилась 31 июля 1943 года в г. Алма-Ате в семье служащих. Мать — Ошеева Серафима Васильевна, ведущий специалист Госплана СССР. Отец — Фроловский Леонид Иванович, главный бухгалтер (по деду — польский дворянин). Татьяна Фроловская часто говорила о своей «шляхетской гордости».
В 1962 году поступила на филологический факультет Казахского Государственного университета (КазГУ) им. С. М. Кирова (Алма-Ата). Участвовала в знаменитых университетских «Поэтических пятницах».
В 1967 году защитила дипломную работу "Стихотворная книга Б. Пастернака «Поверх барьеров», посвященную творчеству Бориса Пастернака и получила рекомендацию в аспирантуру.
С 1968 году преподавала на кафедре русской и зарубежной литературы КазГУ, читала курсы лекций по древнерусской и русской литературе XX века, а также занимала должность старшего редактора издательского отдела КазГУ.
В 1970—1972 заочно училась в аспирантуре КазГУ. Тема диссертации — творчество Б. Л. Пастернака. После известных гонений на поэта и исключения его из Союза писателей СССР, работа над диссертацией была остановлена, Т. Фроловской пришлось уйти из университета и писать свою монографию «в стол».
С 1972 по 1976 год преподавала русский язык и литературу в средней школе № 120 города Алма-Аты.
С 1976 году полностью посвятила себя творчеству. Писала стихи, монографии, статьи, занималась переводами. Была принята в Союз журналистов СССР и Казахстана (1969 г.), в Союз писателей СССР и Казахстана (1984 г.).
С 1987 года по 2010 год участвовала в десяти «Пастернаковских чтениях» в Москве, организованных Союзом писателей СССР и Институтом мировой литературы. Участвовала в Международной Пастернаковской конференции в Перми (2005).
В 1964 году Татьяна Фроловская вышла замуж за писателя Эдуарда Джилкибаева (публиковался под псевдонимом Константин Кешин), с которым прожила до конца своих дней. Это был необычный творческий тандем, как написал Валерий Михайлов: «Писательские семьи крайне редко удаются, но, по счастью, есть исключения из этого правила. Может быть, самый лучший на всю литературную Алма-Ату пример — Татьяна Фроловская и Эдуард Джилкибаев. Они прожили вместе долгую согласную жизнь, что называется — на одном дыхании. Наверное, потому что и дышали одним — радостью жизни, культуры, творчества. Они покинули этот мир почти не разлучаясь, следуя друг за другом.
Иначе и не могло быть, до того велика была сроднённость их душ». У Татьяны и Эдуарда двое детей: дочь Стеша-Анастасия (1965), сын Никита (1966) и 4 внука: Федор (1989), Елизавета (1992), Анфиса (2001), Марфа (2003).
В своей квартире и на даче, ставшей на долгие годы их основным домом, они проводили поэтические и литературные вечера. Их посещали поэты, художники, артисты. В том числе Юрий Казаков, Белла Ахмадулина, Олег Басилашвили, Владислав Стржельчик, Андрей Миронов. С Евгением Пастернаком и его женой Алёной, с Натальей, женой Льва Гумилева, Беллой Ахмадулиной, Арсением Тарковским, Олегом Басилашвили, Максимом Зверевым и многими другими Татьяну и Эдуарда связывала крепкая многолетняя дружба.
 Скончалась 7 ноября 2019 года. Похоронена на Западном (Бурундайском) кладбище Алматы. Координаты могилы: 43.316862, 76.819980.

## Творчество

#### Поэзия
Татьяна Фроловская говорила, что стихи писала с тех пор, как помнит себя. «В голове всегда играла музыка. У каждого стихотворения была своя мелодия. Записать мелодию я не умела, но часто напевала самой себе. … и чтобы не забывать это „музыкальное“ состояние, я приспособилась составлять рифмованные строчки, что помогало запоминать мелодии».
Народный писатель Казахстана Любовь Шашкова писала: 

«… главным нервом поэзии Татьяны Фроловской остаётся постижение природы творчества — к чему бы она ни обращалась — к русской, западноевропейской или казахской истории и фольклору, музыке, живописи, к переводам из Китса или Махамбета, к собственным родовым корням, к природе, — для неё важнее всего процесс сотворения — всего из всего».
Первый сборник стихов Татьяны Фроловской «Дни календаря» вышел в 1977 в издательстве «Жалын». За ним последовали книги «Зимнее воскресение» («Жазушы», 1982 г.), «Корзина земляники» («Жазушы», 1987 г.), «Семейное предание» («Жазушы», 1991 г.), избранное «Серафический восторг» («Мектеп», 2022 г.)

#### Переводы
В 1966 г., ещё в студенческие годы, Т. Фроловская получила «в подарок небольшую книгу стихотворений английского поэта Джона Китса на английском языке, с предисловием и комментарием Владимира Рогова» и к 1969 году перевела 65 стихотворений Китса. Свою мечту — перевод поэмы «Ламия», написанную Дж. Китсом в последний год жизни — Т. Фроловская осуществила в 2017 году.
В 1975 году состоялось знакомство с Фаризой Унгарсыновой, за которым последовало «почти 40 лет человеческого и литературного родства, напряженной совместной с ней работы». Фаризу Унгарсынову Татьяна Фроловская представила русскоязычному читателю со всей страстностью своей души. Писатели за глаза называли Фаризу «Махамбет в юбке».. В 1979 г. Ф. Унгарсынова принесла Т. Фроловской "папку с подстрочниками Махамбета и сказала: «Пора переводить Махамбета в брюках».
Творчеством Махамбета Т. Фроловская занималась почти три десятка лет, переведя за это время все стихотворения великого поэта. Это была каторжная работа, говорила она, «подобно дояркам, я вставала в полчетвертого утра — и за перо».
«К двухсотлетию Махамбета мы готовили полный перевод его стихотворений, отобранных и исследованных Академией наук. Фариза была руководителем проекта. Втайне, за 25 лет до этого события, мы начали работу. За эти годы Махамбета неоднократно объявляли националистом чиновники от литературы, выводили из общего фонда библиотек в недоступные спецхранилища — спасибо, не сожгли на костре те немногие книги, что уже имелись».
В 2003 году Международный клуб Абая к 200-летию Махамбета в Астане издал на русском языке его книгу «Бренный мир». Фариза Унгарсынова пишет:

«Чем же привлекают переводы Татьяны Фроловской? На мой взгляд, резко выраженной поэтической индивидуальностью, соединением своего внутреннего мира с тем, что есть в стихах Махамбета, неприглаженным языком, оригинальным синтаксисом. Думаю, Татьяне Фроловской в смелом, любовном, бесспорно талантливом и бережном прикосновении к произведениям Махамбета, удалось многое».
Высокую оценку этим переводам дает и Ерден Хасенов: 

«В этих переводах есть главное — погружение в стихию поэта, совпадение с его внутренним миром. Общий мятежный дух ведет их по жизни. Ведь и в своих стихах, и в жизни Татьяна Фроловская — воительница».
Замысел 1977 года — перевести весь корпус стихотворений Махамбета — осуществился в 2003 году — все 93 стихотворения Махамбета вышли в свет к 200-летию поэта в её художественном переводе.
В том же 2003 году в издательстве «Русская книга» (Москва) вышел сборник «Аргамак настигнут стрелой», собравшая переводы разных лет из Махамбета, куда вошли переводы Т. Фроловской и других поэтов.
В Алма-Ате, Москве, Ленинграде в её переводах вышло 10 книг Фаризы Унгарсыновой, включая «Полдневный жар», «Алмазный клинок. Три встречи с Махамбетом», «Ожидание солнца», «Гончая птица». В разных сборниках выходили переводы ещё одного казахского поэта — Абдильды Тажибаева.

#### Сказки
Татьяна Фроловская — автор «Восточно-Западных сказок». Многие фольклорные сюжеты Прикаспия, более сотни сюжетов, записанных на полуострове Мангышлак, переходящие и сегодня из уст в уста, обработаны в «Восточно-Западных сказках», главная задача которых — поддержать художественным словом идею интеграции, уважения к разным народам, культурам, самобытному жизнеустройству. В сборнике представлены литературные версии казахских, а также ирано-турано-славянских мотивов, неизвестных до этого в письменной литературе.
Эти произведения предназначены не только для детей, но и для взрослых, потому что их содержание перекликается с мифами, а философия глубинных мест Евразии помогает любому человеку, где бы он ни жил, самоопределиться основательно и на всю жизнь.
В 1995 году газета «Казахстанская правда» провела конкурс «Преданья старины глубокой», на котором два произведения из «сказочного» цикла Т. Фроловской — «Золотой колодец» и «Медник и красавица» — получили первую премию.

## Общественная и просветительская деятельность
Участвовала в проекте Агитпоезд ЦК ВЛКСМ «Ленинский комсомол», объездила Россию от Мурманска до Владивостока и весь Казахстан с лекциями о литературе, культуре, истории.
Вела семинары в Союзе писателей Казахстана, начиная с первого совещания молодых писателей в Алма-Ате в 1975—1976 году, была членом жюри многих литературных конкурсов и фестивалей. Принимала деятельное участие в четырёхлетнем совместном проекте Союза писателей Казахстана и Евразийской группы (ERG) «Страна мастеров», была членом жюри, составителем поэтических сборников работников предприятий ERG, проводила поэтические мастер-классы на предприятиях в Хромтау, Рудном, Павлодаре, Аксу.
Занимала на общественных началах должность председателя садоводческого товарищества, активно способствовала возвращению дачных участков их законным владельцам, защищала права садоводов в суде, организовала проведение питьевой воды для всего дачного массива (с 2017 года является частью микрорайона «Ерменсай» г. Алматы).

## Награды
Указом Президента РК Н. А. Назарбаева от 5 декабря 2017 года награждена Орденом «Курмет» за заслуги в развитии науки, культуры, образования и активную общественную деятельность.